# 官田乡 (吉安县)
官田乡，是中华人民共和国江西省吉安市吉安县下辖的一个乡镇级行政单位。

## 行政区划
官田乡下辖以下地区：
官田村、田南村、观中村、同完村、林下村、夏派村、英村、湖霞村、平田村、濑石村和梅花村。